# Anomodon attenuatus
Anomodon attenuatus ist eine Laubmoos-Art aus der Familie Anomodontaceae. Deutschsprachige Namen sind Dünnästiges Trugzahnmoos, Dünnästiger Wolfsfuß oder Verdünntästiges Trugzahnmoos.

## Merkmale
Anomodon attenuatus bildet mäßig kräftige, oft ausgedehnte, etwa 2 bis 4 Zentimeter hohe, meist gelbgrüne bis bräunlichgrüne Rasen. Die aufsteigenden Äste sind meist stark und oft fiederförmig verzweigt. Neben köpfchenartig schopfig und einseitswendig beblätterten Ästen sind auch dünne, peitschenförmig verlängerte vorhanden. Die um 2 Millimeter langen Astblätter sind aus eiförmigem Grund lanzettlich bis zungenförmig, haben eine kurze aufgesetzte Spitze und unterhalb dieser wenige grobe Randzähne. Die kräftige Blattrippe endet vor der Blattspitze.
Die Blattzellen sind im oberen Blattteil rundlich, undurchsichtig, haben je 2 bis 5 Papillen und sind in der Blattmitte 8 bis 12 µm groß. Die Zellen an der Blattbasis in der Nähe der Rippe sind durchsichtig, rechteckig bis verlängert und haben keine Papillen.
Sporogone werden sehr selten gebildet. Die Seta ist rot und um 10 Millimeter lang, die Sporenkapsel aufrecht, zylindrisch, leicht gekrümmt, der Deckel geschnäbelt.

## Standortansprüche und Verbreitung
Anomodon attenuatus  wächst hauptsächlich in Laubwäldern auf Gestein und an Baumbasen, seltener auf Erde. Häufige Begleitmoose sind Anomodon viticulosus und Porella platyphylla.
Die Verbreitung umfasst Mittel- und Nordeuropa, große Teile Asiens sowie Nord- und Zentralamerika. In Europa ist es ein Gebirgsmoos der unteren Lagen. Besonders in Kalkgebieten ist es weit verbreitet und oft häufig. In Norddeutschland ist es selten.